# حزب العدالة (أذربيجان)
حزب العدالة (بالأذرية: Ədalət Partiyası)‏ هو حزب سياسي ليبرالي وتقدمي في أذربيجان. فاز مرشحه إلياس إسماعيلوف بنسبة 0.8٪ من الأصوات الشعبية في الانتخابات الرئاسية الأذربيجانية 2003.

## التاريخ
تأسس الحزب في باكو من قبل إلياس إسماعيلوف في عام 1993. تم دمجه مع الحزب الديمقراطي الأذربيجاني في عام 1996. من خلال إعادة إنشائه في عام 2000، بدأ العمل مرة أخرى.